# 藤田宗兵衛
藤田 宗兵衛（ふじた そうべえ、安永9年（1780年） - 天保14年3月5日（1843年4月4日））は、江戸時代後期の一揆指導者。

## 経歴・人物
近江甲賀郡宇田村（現：滋賀県甲賀市水口町宇田）の庄屋。
天保13年（1842年）、江戸幕府勘定方の市野茂三郎による検地増徴に反対し、野洲・甲賀・栗太3郡の農民約1万2000人が蜂起した近江天保一揆（甲賀一揆）を、弟の宗三郎とともに指導した。検地は阻止されたが、宗兵衛は同志の土川平兵衛らと共に捕えられ、宗三郎は先に大津で獄死し、宗兵衛はのち江戸へ護送中に石部宿で病死した。享年64。